# Lorena da Silva Leite
Lorena da Silva Leite  (Ituverava, São Paulo, 6 de maio de 1997) é uma futebolista profissional brasileira que atua como goleira. Atualmente defende o Kansas City, da National Women's Soccer League, e a Seleção Brasileira de Futebol Feminino.

## Carreira Profissional

### Centro Olímpico
Foi terceira goleira do Centro Olímpico em 2016. Ela ficou no banco uma vez contra o Rio Preto .

### Sporte Recife
Para a temporada de 2017, ingressou no Sport Club do Recife, onde se tornou titular. Lorena fez sua estreia na liga contra o Gremio Osasco Audax em 12 de março de 2017.

### Grêmio
Em 2019, Lorena ingressou no Grêmio, clube que já representou na juventude. Ela inicialmente foi reserva de Raíssa Tayná, mas assumiu a titularidade na temporada de 2021.

## Carreira internacional
Após representar o Brasil na seleção sub-20, Lorena foi convocada pela primeira vez para a seleção principal no dia 31 de agosto de 2021. Ela fez sua estreia internacional em 29 de novembro daquele ano, começando na vitória por 4 a 1 do Torneio Internacional de Futebol Feminino de Manaus sobre a Venezuela.
Campeã da Copa América Feminina de 2022, acabaria cortada da Copa do Mundo de 2023  devido a uma lesão, mas retornou a jogar em fevereiro de 2024. Nas Olimpíadas de 2024 em Paris, foi goleira titular da seleção, e ao defender dois pênaltis durante o torneio e segurar os ataques das seleções de França e Espanha na fase eliminatória, ajudou o Brasil a ganhar a medalha de prata.

## Estatísticas de carreira
- Atualizado até 6 de agosto de 2024

| Brasil | Brasil | Brasil           |
| Ano    | Clube  | Partidas Jogadas |
| ------ | ------ | ---------------- |
| 2022   | Grêmio | 9                |
| 2023   | Grêmio | 1                |
| 2024   | Grêmio | 17               |
| Total  |        | 27               |

| Internacional | Internacional | Internacional                   | Internacional    |
| Ano           | Equipe        | Competição                      | Partidas Jogadas |
| ------------- | ------------- | ------------------------------- | ---------------- |
| 2024          | Brasil        | Olimpiadas 2024                 | 6                |
| 2024          | Brasil        | Amistoso Internacional Feminino | 1                |
| 2023          | Brasil        | Copa She Believes               | 2                |
| 2022          | Brasil        | Copa América Feminina           | 6                |
| 2022          | Brasil        | Amistoso Internacional Feminino | 8                |